# Golden Gate Park

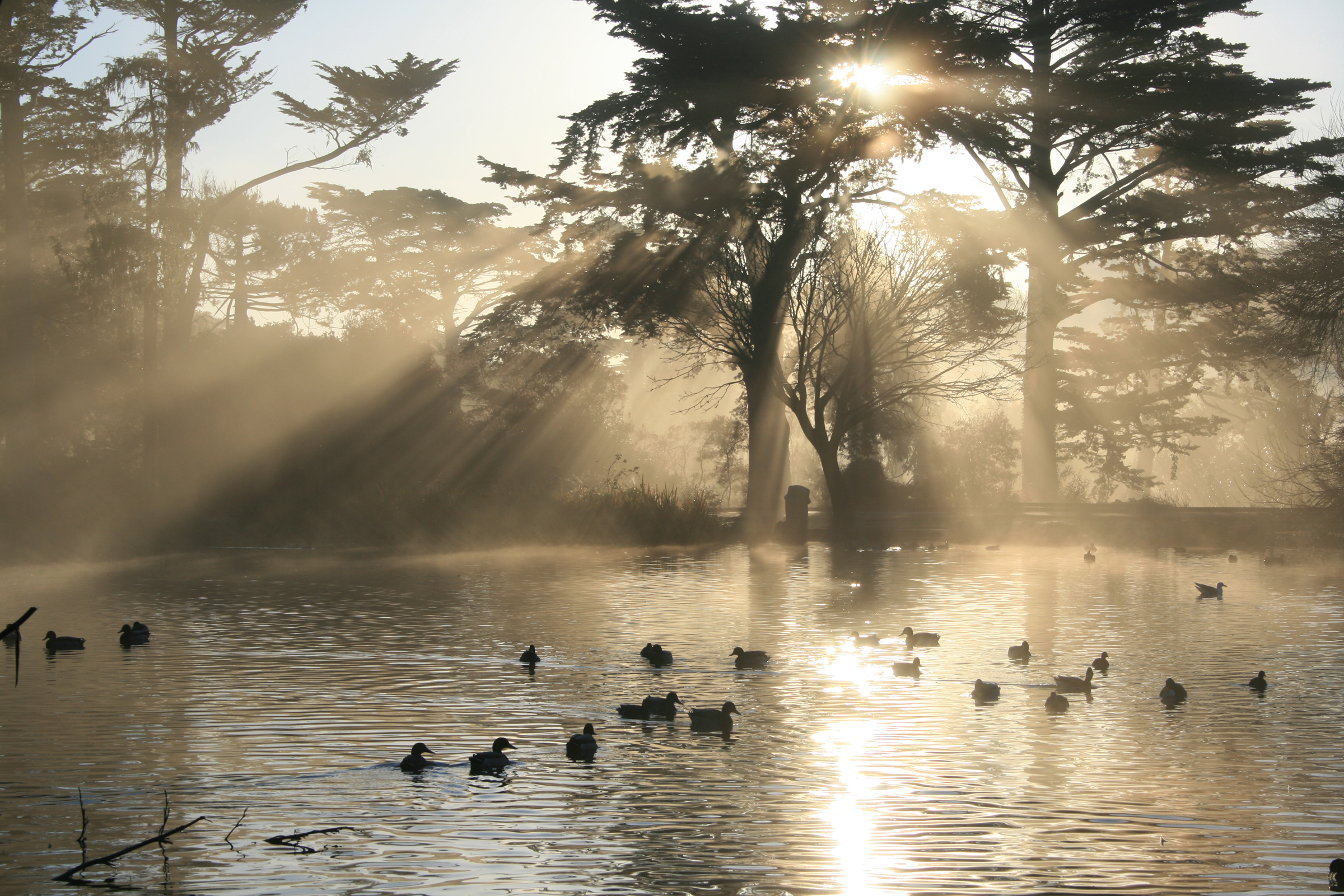
Solstrålar vid Stow Lake

Golden Gate Park är den största stadsparken i San Francisco i Kalifornien, USA. Med sina 4,1 kvadratkilometer, 4,8 km längd och 800 meters bredd, är den större än Central Park i New York. Parken planerades under 1860-talet och byggdes under 1870-talet. Parken innehåller många av San Franciscos sevärdheter, bland annat Japanese Tea Garden, M.H. de Young Memorial Museum och Conservatory of Flowers.

## Sevärdheter i Golden Gate Park

### Japanese Tea Garden

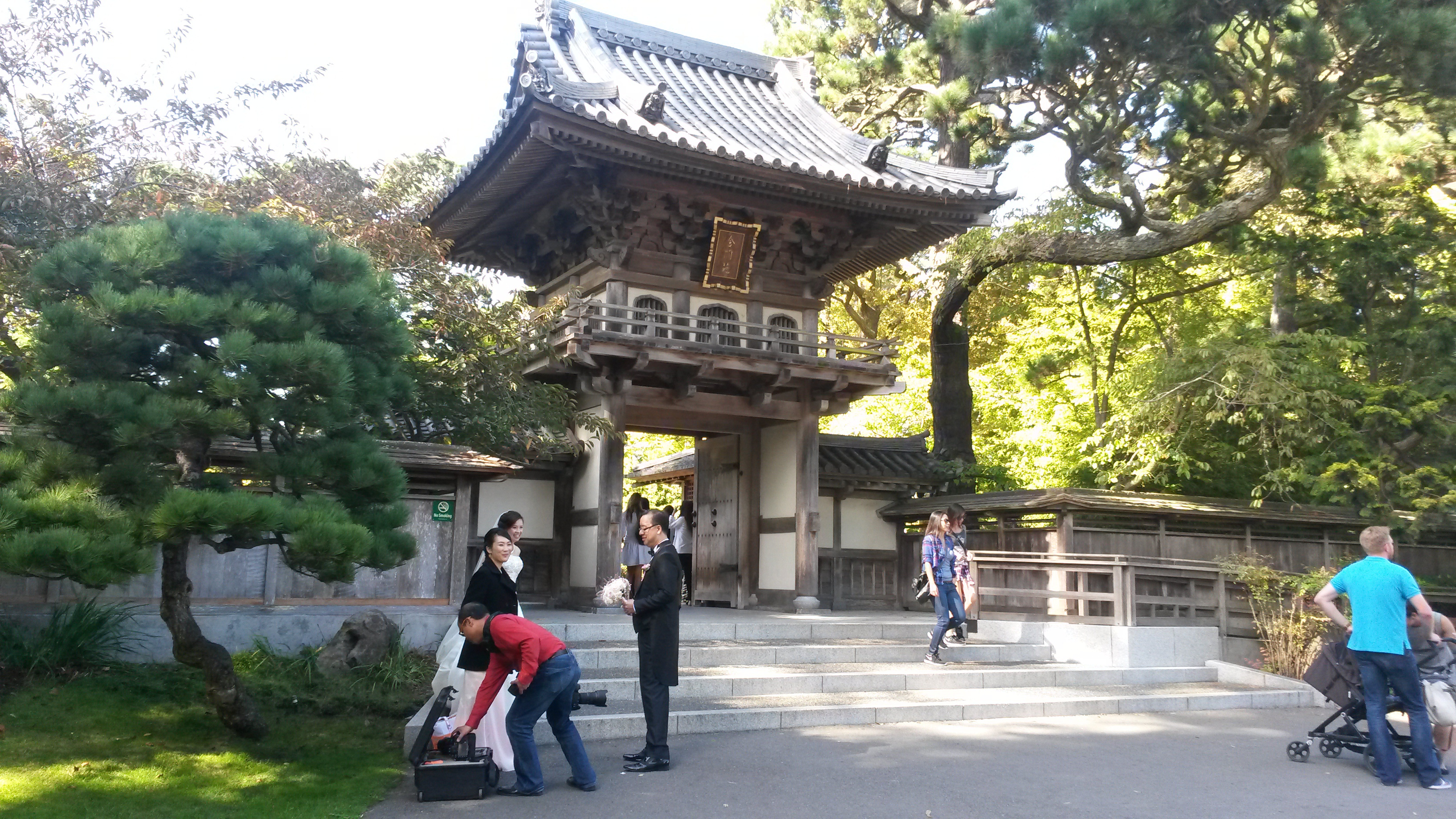
Japansk trädgård i San Francisco.

Parken skapades av Makoto Hagiwara (萩原 眞 Hagiwara Makoto?), en japansk landskapsarkitekt. Trädgården grundades som en "Japanese Village" för världsutställningen California Midwinter International Exposition 1894. Efter att världsutställningen avslutats fortsatte Hagiwara att utveckla trädgården och blev ansvarig upprätthållare. Trädgårdens areal utökades och Hagiwaras familj blev bosatt i trädgården ända till 1942.
Körsbärsträden blommar i trädgården mellan mars och april. Andra klassiska japanska trädgårdselement som finns i trädgården är 
broar, pagoder, stenlyktor, stenstigar, japanska växter, damm med karpar och en zenträdgård.

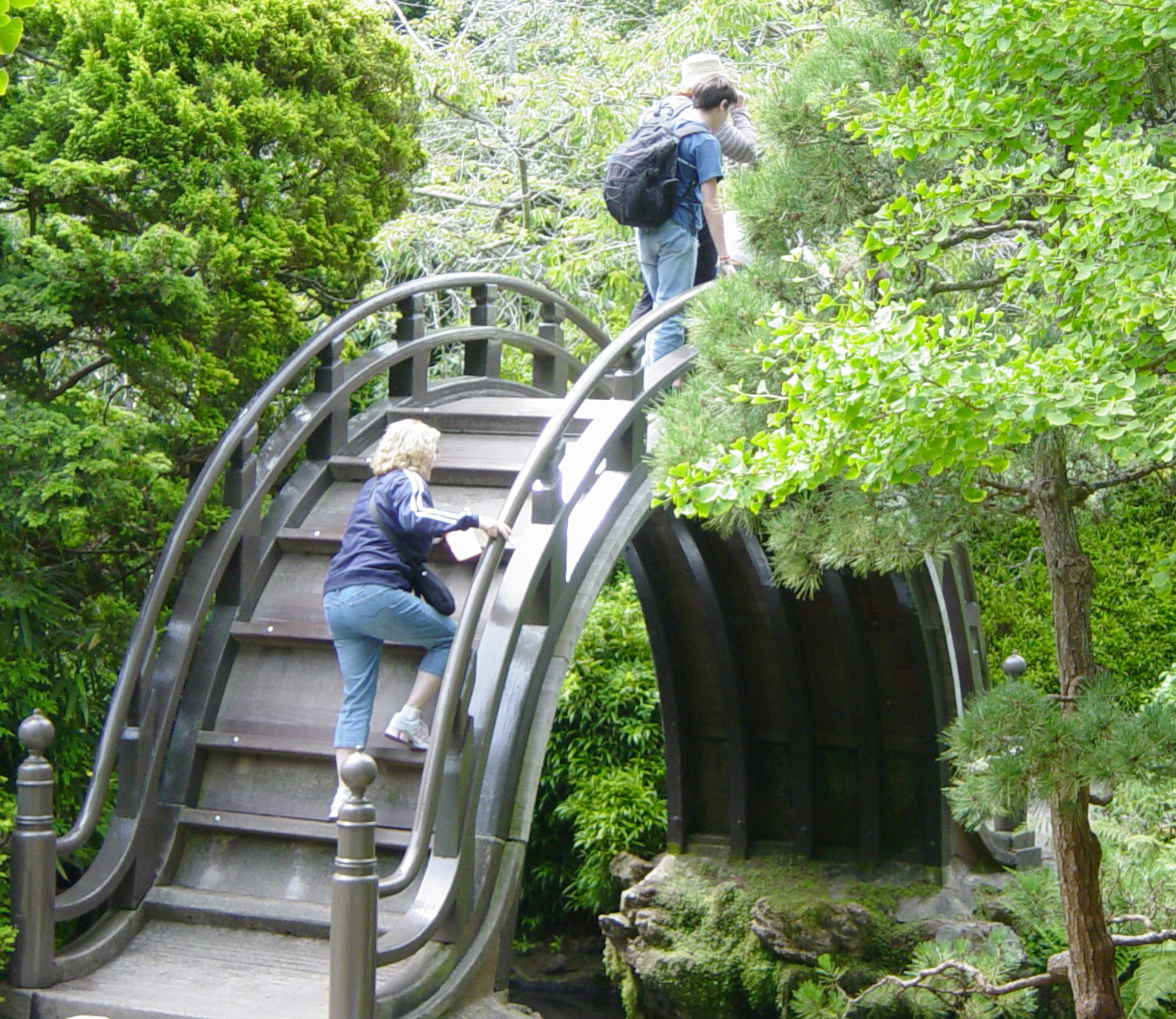
I Japan är den halvcirkelformat välvda bron särskilt betydelsefull då den i buddhistiskt tänkande symboliserar övergången mellan denna värld och livet efter detta.

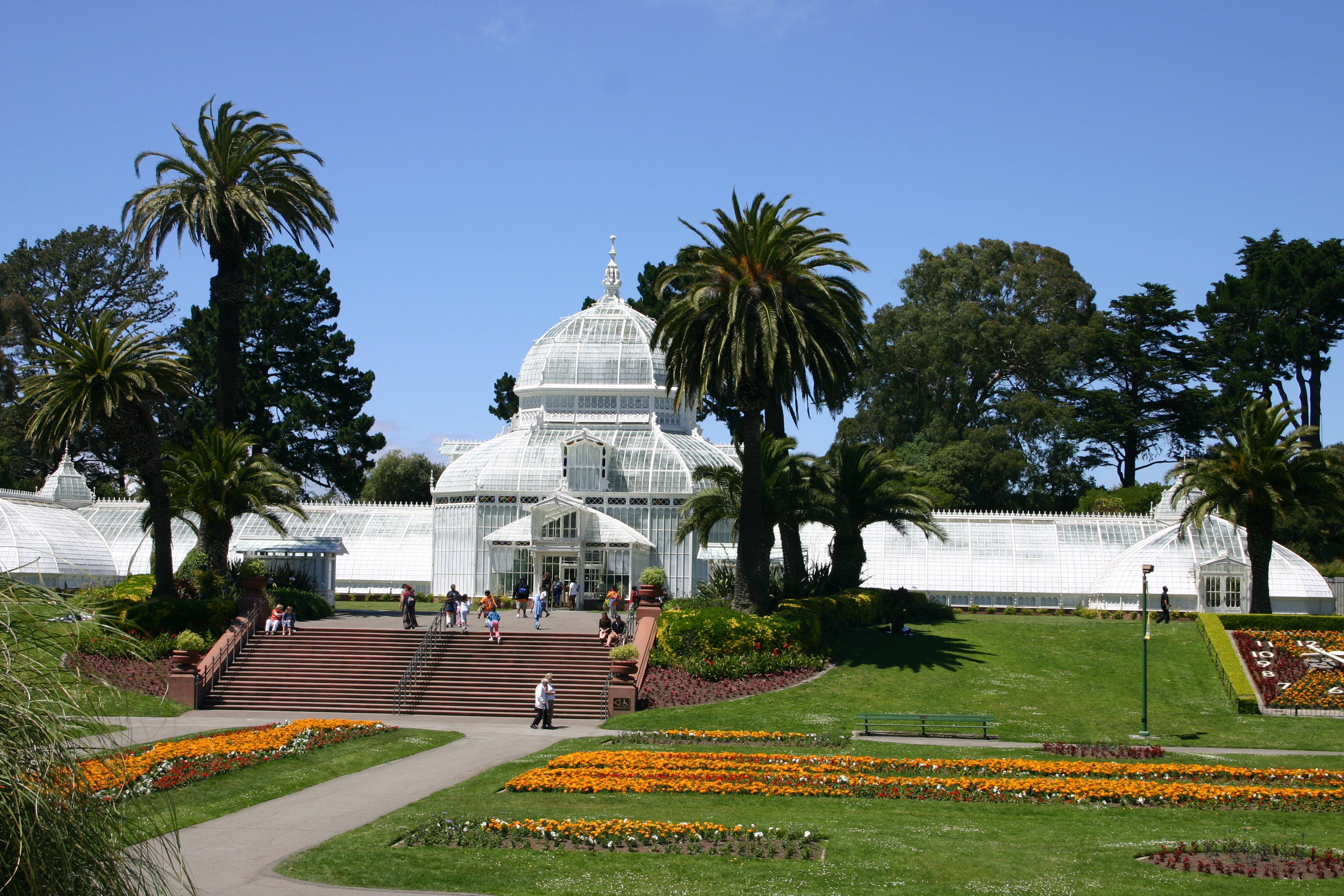
Conservatory of Flowers

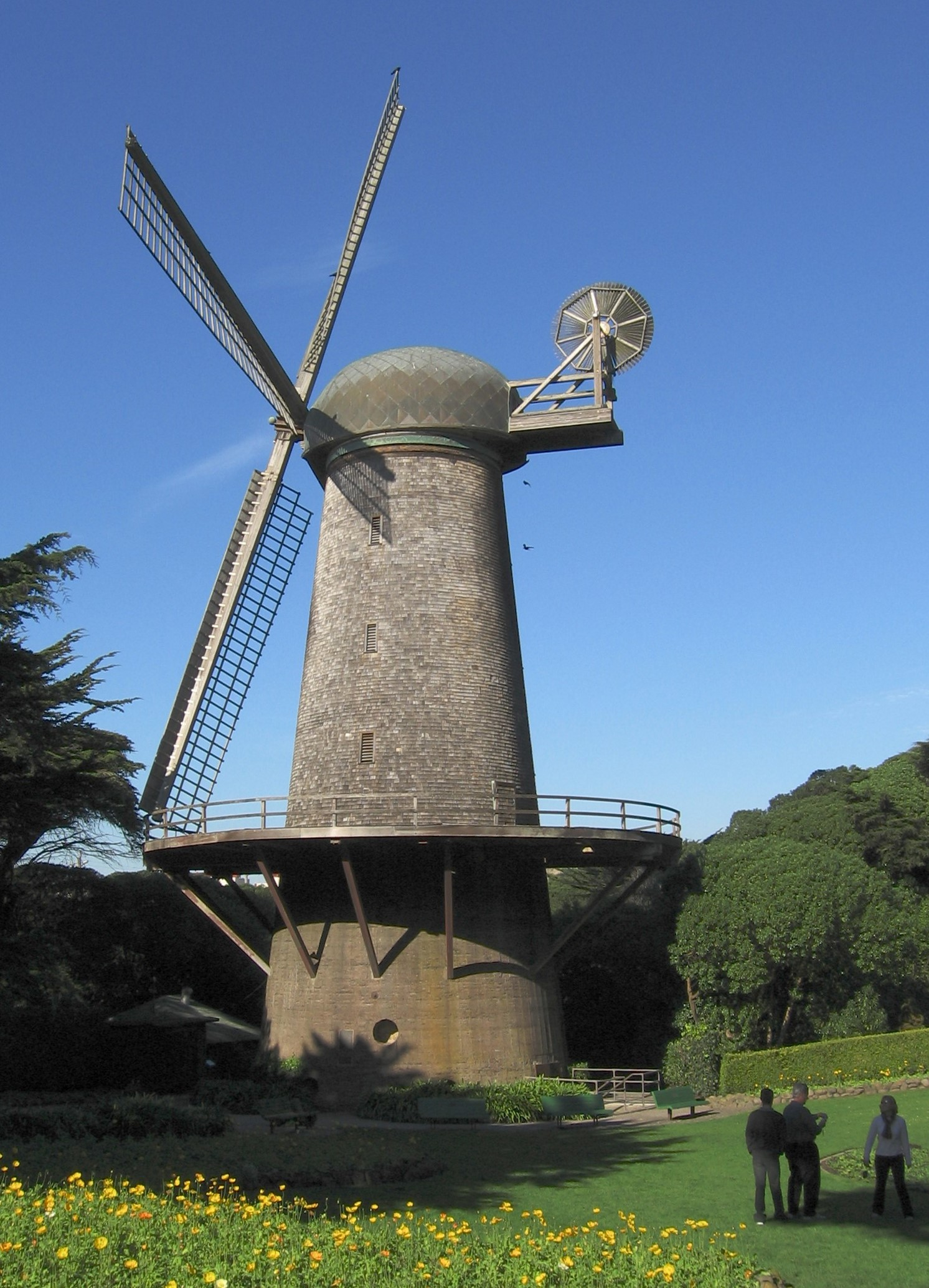
North Windmill i Golden Gate Park, byggd 1903. Den användes för att pumpa upp vatten till parken. Vingarna var täckta med segelduk. Det lilla hjulet styrde kvarnvingarna upp mot vinden.

### Music Concourse Area
The Music Concourse är en ovalformad utomhusplaza som ursprungligen byggdes för California Midwinter International Exposition 1894. På plazan finns statyer av olika historiska figurer, fyra fontäner och hamlade träd. Sedan 2003 har Music Concourse Area genomgått en rad förbättringar, bland annat ett underjordiskt bilgarage och gågator. Det är omgivet av olika kulturella sevärdheter, bland andra
- Spreckels Temple of Music, även kallad "Bandshell" Spreckels Temple of Music fungerar som scen för musikframträdanden.
- De Young Museum är ett konstmuseum som öppnades i januari 1921 och uppkallades efter tidningsmagnaten M.H. de Young. De Young Museum har genomgått ombyggnad och den nya byggnaden, som öppnades 2005, döptes till M.H. de Young Memorial Museum.
- California Academy of Sciences. Vetenskapsakademien är känd för utställningar med reptiler och amfibier, astronomi, ädelstenar och mineraler, jordbävningar och förhistorien. Här finns även Steinhart Aquarium och Morrison Planetarium. Det nya byggnaden, som öppnades i september 2008, är ritad av arkitekten Renzo Piano.
- Conservatory of Flowers öppnades för allmänheten 1879. Det har brunnit två gånger, 1883 och 1918.  Däremellan drabbades det av en jordbävning 1906. 1995 stängdes det igen, sedan en storm hade förstört stora delar av byggnaden. Den öppnades på nytt i september 2003.
- San Francisco Botanical Garden/Strybing Arboretum. I detta 22 hektar stora arboretum finns Helen Crocker Russell Library, det största trädgårdsbiblioteket i norra Kalifornien, med mer än 7 500 växtarter. San Francisco Botanical Garden anlades på 1890-talet.

### Kezar Stadium
Kezar Stadium i parken var tidigare hemmaplan för San Francisco 49ers.

### North Mill
North Mill är ett väderkvarn som byggdes 1903 och användes för att pumpa vatten till hela parken. Bladen var täckta med segelduk.